# سیارک ۳۰۴۱۷
سیارک ۳۰۴۱۷ (به انگلیسی: 30417 Staudt، نامگذاری:2000LF) سی هزار و چهارصد و هفدهمین سیارک کشف شده‌است که در ۱ ژوئن ۲۰۰۰ کشف شد.